# Maria Hermínia de Jesús
Maria Hermínia de Jesús, nascuda Irma Grivot a Beaune el 28 d'abril de 1866 i morta decapitada el 9 de juliol de 1900 a Taiyuan, a la província de Shanxi (Xina), és una religiosa de la Congregació de les Franciscanes Missioneres de Maria, canonitzada per Joan Pau II el 2000. La seva festa, amb els 120 màrtirs de la Xina, és el 9 de juliol.

## Biografia
Va néixer a Beaune, a la família d'un boter i es distingí pel seu caràcter senzill i afectuós. Va acabar la seva patent dels estudis en 1883 i advertí la seva vocació, però els seus pares s'oposaren fermament i hagué de treballar per viure. Finalment, va entrar a la Congregació de les Franciscanes Missioneres de Maria en 1894, fent el pre-noviciat a Vanves, a continuació, el noviciat de Châtelets prop de Saint-Brieuc, a continuació, prenent el nom religiós de Maria Herminia de Jesús. Després va ser nomenada infermera a Marsella, on va mostrar determinació i organització.
El 1898, monsenyor Francesco Fogolla, vicari apostòlic coadjutor de Shanxi, viatjà a Europa per recaptar diners i reclutar gent per a la seva missió. Es va reunir amb Marie de la Passion de Chappotin, la cap de les Franciscanes Missioneres de Maria, i li demana que l'ajudés a trobar religiosa per les seves escoles i orfenats a la Xina. Finalment va convèncer a un petit grup de sacerdots i monges va decidir embarcar-se amb ell durant la seva missió de Shanxi a Taï-Yuan-Fou, una ciutat de 300.000 habitants.
Va arribar a la missió el 4 de maig de 1899, amb les altres sis religioses europees sota la seva responsabilitat. Van d'anar a l'orfenat que acollia dos-centes nenes abandonades, per tal de mantenir aquesta obra, fundada per cinc sacerdots franciscans que esperaven que aquests reforços amb impaciència. També hagué d'ajudar a un altre orfenat proper a càrrec de religioses xineses. La mare Maria Herminia també s'encarregà de la catequesi i els malalts. Però aviat. la rebel·lió dels bòxers (1899-1900) va esclatar i va ser detinguda 6 de juliol de 1900 i condemnada a mort amb les seves germanes a les ordres del governador de la província, Yuxian (To-Tsung-Tang).
Va ser decapitada el 9 de juliol amb les germanes Marie-Adolphine, Maria de Santa Natàlia, Maria de Saint-Just, Maria Amandine, Marie-Claire i Maria de la Pau. Igual que les seves germanes, ella va cantar el Te Deum abans d'oferir-se al botxí. Alhora també van ser decapitats monsenyor Fogolla, el pare Élie Facchini i el vicari apostòlic, Grégoire Grassi.
El procés de beatificació s'obrí el 1926, a petició de monsenyor Lécroart. Les monges van ser beatificats vint anys més tard per Pius XII i canonitzades l'1 d'octubre de 2000 per Joan Pau II.